# Myriochelata
Myriochelata (syn. Paradoxopoda) – hipotetyczny klad stawonogów, obejmujący wije i szczękoczułkopodobne (w tym szczękoczułkowce i kikutnice).
Wsparcie dla monofiletyzmu Myriochelata uzyskiwano w molekularnych analizach filogenetycznych, obejmujących jądrowy i mitochondrialny rRNA oraz porównywanie mitochondrialnych genów kodujących białka. Większość współczesnych analiz wskazuje jednak na istnienie alternatywnego kladu – żuwaczkowców, które obejmują wije i Pancrustacea (skorupiaki i sześcionogi). Monofiletyzm żuwaczkowców potwierdzają m.in. wyniki: Regiera i innych w 2010, Oakleya i innych z 2013, Schwentnera i innych z 2017 oraz Lozano-Fernandeza i innych z 2019. Wyniki wskazujące na Myriachelata interpretuje się jako skutek saturacji i niewystarczającej ilości próbek taksonów wziętych do analizy. Z kolei cechy neurogenezy wskazywane jako potencjalne apomorfie Myriochelata są dziś uznawane raczej za plezjomorfie całego typu stawonogów.
Alternatywą dla Myriachelata była również spopularyzowana na przełomie XX i XXI wieku hipoteza Cormogonida, według której kikutnice stanowią grupę siostrzaną dla kladu obejmującego szczękoczułkowce, wije, skorupiaki i sześcionogi.